# 王硕 (食品科学家)
王硕，南开大学教授，主要从事食品营养与健康、食品安全等方面的研究工作。入选中华人民共和国教育部2008年度"长江学者"特聘教授。曾就读于南开大学环境科学系环境生物学专业、 悉尼大学农业、食品和自然资源学院,生物技术专业,。